# دانيلو كوزمانوفيتش
دانيلو كوزمانوفيتش (بالصربية: Данило Кузмановић)‏ (بالسويدية: Danilo Kuzmanović)‏ هو لاعب كرة قدم صربي وسويدي في مركز ظهير ‏، ولد في 4 يناير 1992 في بلغراد في صربيا. شارك مع منتخب صربيا تحت 19 سنة لكرة القدم. أما مع النوادي، فقد لعب مع راد بيوغراد ونادي يورغوردينس.

## وصلات خارجية
- دانيلو كوزمانوفيتش على موقع قاعدة بيانات كرة القدم.إي يو (الإنجليزية)
- دانيلو كوزمانوفيتش على موقع Soccerway.com (الإنجليزية)